# Castello di Thorens
Il castello di Thorens situato nel comune di Thorens-Glières in Savoia, a 20 km a nord-est di Annecy, è un castello edificato nel 1060 per ordine dei conti di Ginevra e appartenuto in origine ai signori di Compey.

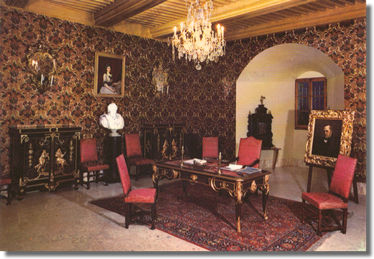
Castello di Thorens: ufficio del primo ministro Camillo Benso conte di Cavour

Nel 1479 viene confiscato dal duca di Savoia ai signori di Compey per via dei numerosi crimini e abusi da essi compiuti, e ceduto a Elena di Lussemburgo. Nel 1559 il castello fu venduto dai Lussemburgo a Francesco di Sales. La famiglia dei Sales fu molto prossima al potere nel XVIII e nel XIX secolo, essendo fra l'altro cugini di Camillo Benso di Cavour. Dopo la distruzione completa in seguito alla rivoluzione francese e all'occupazione francese della Savoia, il castello fu ricostruito dalla famiglia dei Roussy de Sales a cui appartiene tutt'oggi.